# Pensacola (Oklahoma)
Pensacola és un poble dels Estats Units a l'estat d'Oklahoma. Segons el cens del 2000 tenia 71 habitants.

## Demografia
Segons el cens del 2000, Pensacola tenia 71 habitants, 26 habitatges, i 19 famílies. La densitat de població era de 195,8 habitants per km².
Dels 26 habitatges en un 46,2% hi vivien nens de menys de 18 anys, en un 57,7% hi vivien parelles casades, en un 11,5% dones solteres, i en un 26,9% no eren unitats familiars. En el 23,1% dels habitatges hi vivien persones soles el 7,7% de les quals corresponia a persones de 65 anys o més que vivien soles. El nombre mitjà de persones vivint en cada habitatge era de 2,73 i el nombre mitjà de persones que vivien en cada família era de 3,21.
Per edats la població es repartia de la següent manera: un 32,4% tenia menys de 18 anys, un 4,2% entre 18 i 24, un 33,8% entre 25 i 44, un 23,9% de 45 a 60 i un 5,6% 65 anys o més.
L'edat mediana era de 36 anys. Per cada 100 dones de 18 o més anys hi havia 140 homes.
La renda mediana per habitatge era de 28.750 $ i la renda mediana per família de 46.250 $. Els homes tenien una renda mediana de 19.583 $ mentre que les dones 23.750 $. La renda per capita de la població era de 14.102 $. Entorn del 14,3% de les famílies i el 31,7% de la població estaven per davall del llindar de pobresa.

## Poblacions més properes
El següent diagrama mostra les poblacions més properes.